# Хлусы
Хлусы — деревня в Смоленском районе Смоленской области России. Входит в состав Новосельского сельского поселения.
Расположена в западной части области в 21 км к северо-западу от Смоленска, в 13 км северо-восточнее автодороги Р133 Смоленск — Невель, на берегу реки Жереспея. В 21 км южнее деревни расположена железнодорожная станция Красный Бор на линии Москва — Минск.

## История
В годы Великой Отечественной войны деревня была оккупирована гитлеровскими войсками в июле 1941 года, освобождена в сентябре 1943 года.

## Население
| 2002 | 2010 |
| ---- | ---- |
| 18   | ↘15  |